# Павлушкино (Чувашия)
Павлу́шкино (чув. Павлушкӑнь, Пӗчӗк Мӗлӗш) — деревня в Аликовском муниципальном округе Чувашской Республики. Входила в состав Таутовского сельского поселения до его упразднения в 2022 году.

## География
Павлушкино расположено западнее административного центра Аликовского района на 7,5 км, возле автодороги Аликово—Красные Четаи. Рядом протекает речка Хирлеп. 

Расстояние до Чебоксар 76 км, до железнодорожной станции 41 км. 
Климат
Климат умеренно континентальный с продолжительной холодной зимой и тёплым летом. Средняя температура января −12,9 °C, июля 18,3 °C. За год в среднем выпадает до 552 мм осадков.
Часовой пояс
Деревня Павлушкино, как и вся Чувашская Республика, находится в часовой зоне МСК (московское время). Смещение применяемого времени относительно UTC составляет +3:00.
Административно-территориальная принадлежность
В составе: Шуматовской, Аликовской волостей Ядринского уезда (до 1 октября 1927 года), Аликовского (до 20 декабря 1962 года), Вурнарского районов (до 14 марта 1965 года). С 14 марта 1965 года вновь в Аликовском районе.

Сельские советы: Ходяковский (с 1 октября 1927 года), Хирлеппосинский (с 1 октября 1928 года), Таутовский (с 14 июня 1954 года):215.

## История
Ранее селение было известно под названиями «Малый Мелеш», «Новое Мелеш поселение». По народным преданиям: в древности была большая деревня Мелеш, затем от неё родились 4 поселения: Хоравары, Мелеш, Ходяково, Хирлеппось Мелеш, Торопкасы, Новое поселение.
Деревня появилась в XIX веке как околоток деревни Милюшево (ныне деревня Хоравары). Жители — до 1866 года государственные крестьяне; занимались земледелием, животноводством, плотницким промыслом, производством колёс. В начале XIX века функционировали 3 ветряные мельницы. В 1930 году организован колхоз «Шлан». 

По состоянию на 1 мая 1981 года деревня Павлушкино Таутовского сельского совета — в составе колхоза «Таутово»:81.
Религия
Согласно архивным сведениям (по состоянию на 1899 год) жители деревни были прихожанами Успенской церкви села Аликово (Построена в 1782 году на средства прихожан, перестроена в 1901 году, деревянная, двухпрестольная, главный престол в честь Успения Божией Матери, придел во имя Святого Иоанна Богослова. Закрыта в 1933 году).

## Название
Название произошло от имени первооснователя деревни, которого звали Павел + ушкӑн «толпа; группа; общество; компания».— Географические названия Чувашской Республики

## Население
| 2010 | 2012 |
| ---- | ---- |
| 53   | ↗74  |

К 1859 году в деревне было 14 дворов, 47 мужчин и 37 женщин, в 1907 году проживали 126 человек, 1928 — 30 дворов, 145 человек.
По данным Всероссийской переписи населения 2002 года в деревне проживали 75 человек, преобладающая национальность — чуваши (100%).
Население чувашское — 75 человек (2006), из них большинство женщины.

## Связь и средства массовой информации
- Связь: ОАО «Волгателеком», БиЛайн, МТС, Мегафон. Развит интернет ADSL-технологии.
- Газеты и журналы: Аликовская районная газета «Пурнăç çулĕпе» (По жизненному пути. Языки публикаций: чувашский, русский).
- Телевидение: Население использует эфирное и спутниковое телевидение. Эфирное телевидение позволяет принимать национальный канал на чувашском и русском языках.